# Amund Hatt
Amund Hemmingsson Hatt (också känd som Anund Hatt den yngre och Agmund Hemmingsson) född omkring 1345, död 1413, var en svensk riddare, lagman och riksråd. Son till Hemming Hemmingsson (kvadrerad sköld) och Kristina Anundsdotter, sannolikt dotter till Anund Hatt den äldre.
Vapen: Kvadrerad sköld med okänd tinktur

## Biografi
Amund nämns första gången i källorna 1371 i en handling, underskriven av kung Håkan Magnusson och hans marks Erik Kettilsson (Puke), vid Almarestäkets borg, när:
| ”               | Kung Håkan ger med samtycke av marsken Erik (Kättilsson) sin ”måg” och tjänare, välboren man Amund Hatt, rätt att såsom ersättning för trogen tjänst och för därvid ådragen skada köpa för 20 mark skattegods i Värmland. Ifrågavarande gods förklaras uttryckligen för framtiden skola förbliva frälse, och kungen förbjuder alla sina ämbetsmän att djärvas handla emot detta beslut. | „ |
| – SDHK-nr: 9971 | |   |

Den 6 juni 1378: Amund Hatt, hans mor Kristina och hans kusin Märta, (gift med) Amund Karlsson, säljer i öppet brev och med samtycke av sina vänner och släktingar egendomar till Bo Jonsson (Grip) etc, i ett dokument beseglat av Magnus Lågesson och Nisse Båt, vilka kan ha varit släktingar till Amund.
Han dubbades till riddare något av åren 1388-1390, och var riksråd 1396.
Han var lagman i Värmlands lagsaga 1397-1405. (nämns 1397 som hövitsman i Värmland)  
Amund levde ännu 29 juli 1411 när han som förskälaman i Tingvalla fäster sitt sigill på en överlåtelsehandling angående gården ”Arbeek” med tillhörande kvarnström och laxfiske. Efter detta är han inte nämnd i källor.

## Familj
Amund Hatt var först gift med Ingegerd Jonsdotter (stolpe) (dotter till Jon Dansson (stolpe) )  och andra gången gift med Kristina Ingemarsdotter, och en dotter och tre söner är nämnda, men inte namngivna, från det andra  äktenskapet. 
| ”                | Redar i Uved, Björn Erlandsson och Ingrid Håkansdotter, Björn Tolfssons änka, intygar att herr Anund Hatt ärvde tre sina söner och en sin dotter efter sin hustru Kristin Ingemarsdotter och att Ingemar Ragalsson var i herr Amunds gård till döddagar. | „ |
| – SDHK-nr: 26366 | |   |

Barn
1. Harald Amundsson
2. Heming Amundsson
3. Kristina Anundsdotter, gift 1425 med Sten Jönsson Bese.
4. Katarina Amundsdotter, gift med 1) Fader Svensson (Sparre av Hjulsta och Ängsö) och gift med 2) Peder Nilsson Djäkne (död före 1454), föräldrar till Bonde Pedersson, som var far till Margareta Bondesdotter, gift med Otte Torbjörnsson.